# Frank M. Robinson
Frank M. Robinson (Chicago, Illinois, 1926. augusztus 9. – San Francisco, Kalifornia, 2014. június 30.) amerikai sci-fi-szerző.

## Munkássága
Első elbeszélése 1950-ben jelent meg az Astounding magazinban. 1956-ban adták ki első regényét Az erő (The Power)-t, amely magyarul is megjelent (a Galaktika magazinban folytatásokban) 1968-ban filmet is készítettek belőle.
Másik megfilmesített művét a The Glass Tower (Pokoli Torony) Thomas N. Scortia-val közösen írták. A Galaktikában megjelent regényén kívül még egy műve, a szintén Thomas N. Scortia-val közösen írt "A Prometheus-válság (Prometheus Crisis, 1975)" jelent meg magyarul, 1980-ban.
Robinson, aki maga is meleg, az első nyíltan meleg politikus, Harvey Milk beszédírója volt az 1970-es években.

## Magyarul
- Thomas N. Scortia–Frank M. Robinson: A Prometheus-válság. Tudományos-fantasztikus regény; ford. F. Nagy Piroska; Zrínyi, Bp., 1980